# Триггер (телесериал)
«Триггер» — российский драматический телесериал, созданный Александрой Ремизовой. Рабочее название сериала — «Провокатор». Премьерный показ первого сезона прошёл с 10 февраля по 5 марта 2020 года на «Первом канале».
10 февраля 2021 года стартовали съёмки второго сезона. В начале июля 2021 года стало известно, что съёмки второго сезона телесериала завершились. Премьера второго сезона в онлайн-кинотеатре «Кинопоиск» состоялась 7 января 2022 года, на «Первом канале» — 17 октября 2022 года.
21 декабря 2023 года на платформе «Кинопоиск» состоялась премьера полнометражного фильма «Триггер. Фильм».
19 сентября 2024 года в онлайн-кинотеатрах «Кинопоиск» и Premier состоялась премьера третьего сезона. Новые серии размещаются еженедельно по четвергам. 17 марта 2025 года премьера этого же сезона состоялась на «Первом канале».
19 сентября 2024 года сериал был официально продлён на четвёртый сезон.

## Сюжет
Московский психолог Артём Стрелецкий предпочитает использовать в своей работе метод «шоковой» психотерапии. В отличие от своих коллег, тратящих месяцы на то, чтобы выслушивать жалобы своих клиентов, Артём использует различные провокации, активируя в психике клиентов желание разобраться со своими проблемами за 1—2 сеанса. Карьера психолога процветает до тех пор, пока один из клиентов не совершает самоубийство. Стрелецкого судят и приговаривают к тюремному заключению. Отсидев половину срока и выйдя из тюрьмы условно-досрочно, он возобновляет психологическую практику и пытается самостоятельно расследовать уголовное дело, по которому оказался в тюрьме.

## Актёры и персонажи

### В главных ролях
| Актёр                                 | Роль                                                               |
| ------------------------------------- | ------------------------------------------------------------------ |
| Максим Матвеев                        | Артём Александрович Стрелецкий психолог-провокатор                 |
| Светлана Иванова                      | Даша Соловьёва бывшая жена Артёма                                  |
| Роман Маякин                          | Денис друг Артёма                                                  |
| Виктория Маслова                      | Лера Мамаева основная антагонистка                                 |
| Игорь Костолевский                    | Александр Андреевич Стрелецкий психолог-психотерапевт, отец Артёма |
| Влад Тирон                            | Матвей Селиванов помощник Артёма                                   |
| Ангелина Стречина                     | Катя младшая сестра Артёма                                         |
| Лена Тронина (2-й сезон)              | Саша пациентка и девушка Артёма                                    |
| Ирина Старшенбаум (фильм и 3-й сезон) | Майя детский психолог и девушка Артёма                             |
| Сабина Магомедова (с 3-го сезона)     | Ирина бывшая пациентка Артёма и жена Дениса                        |

### В ролях
| Актёр                         | Роль                                                   |
| ----------------------------- | ------------------------------------------------------ |
| Данила Дунаев                 | Владимир жених Даши                                    |
| Евгения Вайс                  | Таня студентка, девушка Дениса                         |
| Марианна Шульц                | мать Матвея                                            |
| Евгений Токарев (1 серия)     | Иван брат Сергея, пациент Артёма                       |
| Мария Ахметзянова (1 серия)   | Диана жена Сергея, доктор                              |
| Сергей Мухин (1 серия)        | Сергей муж Дианы, юрист                                |
| Александр Обласов (1 серия)   | пациент Александра Андреевича                          |
| Константин Тополага (1 серия) | Пётр Ильич начальник исправительной колонии            |
| Данила Якушев                 | Павел парень Кати, татуировщик                         |
| Янина Малинчик                | Татьяна                                                |
| Леонид Бичевин                | Леонид Полторанин покойный муж Леры                    |
| Даниил Воробьёв               | Николай брат Леонида                                   |
| Хельга Филиппова              | Елена Петровна Сайко мать Николая и Леонида            |
| Борис Покровский              | Семён отец Николая и Леонида                           |
| Ян Цапник                     | Игорь Михайлович криминальный бизнесмен                |
| Артём Губин                   | Марат, сын Игоря Михайловича                           |
| Олег Масленников-Войтов       | Борис Корягин владелец логистической компании          |
| Дарья Буткеева                | менеджер Алёна                                         |
| Маруся Пестунова              | Маруся                                                 |
| Марк Юсеф                     | Кирюша Соловьёв сын Даши                               |
| Екатерина Соломатина          | инспектор по делам несовершеннолетних                  |
| Екатерина Соколова-Жубер      | девушка Дениса                                         |
| Лиза Климова                  | Олеся                                                  |
| Антон Денисенко               | Анатолий                                               |
| Олег Каменщиков               | Михаил, охранник в ИВС                                 |
| Любовь Селютина               | мама Михаила                                           |
| Антонина Паперная             | Лиза                                                   |
| Сергей Гурьев                 | профессор Завьялов                                     |
| Елена Глебова                 | Тамара Сергеевна Гинзбург психолог                     |
| Сергей Холмогоров             | Иван Ильич Терентьев следователь на пенсии             |
| Алексей Матошин               | Геннадий Николаевич руководитель строительной компании |
| Анастасия Моргун              | стюардесса                                             |
| Яна Есипович                  | Алина                                                  |
| Михаил Станкевич              | Алексей, муж Алины                                     |
| Елена Старостина              | Ирина Николаевна директор танцевальной школы           |
| Екатерина Приморская          | Ксения Валерьевна                                      |
| Максим Костромыкин            | Семён Покровский боксёр                                |
| Александр Лырчиков            | издатель                                               |

### В ролях (2-й сезон)
| Актёр             | Роль                                            |
| ----------------- | ----------------------------------------------- |
| Сабина Ахмедова   | Ирина Ком водитель                              |
| Сергей Гилёв      | Игорь Петрович Звонарёв, следователь            |
| Андрей Мерзликин  | Пётр Сергеевич главврач психиатрической клиники |
| Александр Фисенко | Павел Борисович прораб                          |
| Алексей Розин     | Роман Владимирович Кирюхин бизнесмен            |
| Макар Запорожский | Андрей Кораев хоккеист                          |
| Игорь Черневич    | Иван Аркадьевич Мансуров                        |
| Андрей Назимов    | Вячеслав Иванович Мансуров бизнесмен            |
| Андрей Свиридов   | Андрей охранник Славы Мансурова                 |
| Николай Шрайбер   | Юрий Николаевич Качалов                         |
| Юлия Галкина      | Людмила Ремизова                                |
| Юлия Бедарева     | клиентка                                        |
| Яна Сексте        | Татьяна жена Дмитрия                            |
| Павел Ворожцов    | Дмитрий муж Татьяны, адвокат                    |
| Анастасия Немец   | Елена мать Артёма                               |
| Екатерина Варнава | Женя                                            |
| Светлана Устинова | Вера                                            |
| Вахтанг Беридзе   | Ибрагим                                         |
| Алла Малкова      | Амина Махмудовна мать Ибрагима                  |
| Екатерина Лисовая | Валентина сиделка                               |
| Антон Хабаров     | Эдик шопоголик                                  |
| Елена Хабарова    | Яна жена Эдика                                  |
| Артём Быстров     | Иннокентий священник                            |
| Зоя Бербер        | Наталья                                         |

### В ролях (фильм)
| Актёр            | Роль                    |
| ---------------- | ----------------------- |
| Анатолий Руденко | Никита хозяин бара      |
| Полина Маликова  | Оля жена Никиты         |
| Михаил Петров    | Миша сын Оли и Никиты   |
| Мария Петрова    | Маша дочь Оли и Никиты  |
| Алина Кобзарева  | Софья дочь Оли и Никиты |
| Андрей Николаев  | Андрей сын Оли и Никиты |

### В ролях (3-й сезон)
| Актёр              | Роль                    |
| ------------------ | ----------------------- |
| Максим Стоянов     | Сергей футбольный фанат |
| Анастасия Уколова  | Оля                     |
| Сергей Годин       | Егор шеф-повар          |
| Мария Андреева     | Надя                    |
| Светлана Кузнецова | Мария Атаманова         |

## История проекта
Идея сериала появилась благодаря знакомству продюсера Александры Ремизовой с психологом Сергеем Насибяном — адептом «провокативного» метода, применяющим этот инструмент в своей профессиональной деятельности.
14 октября 2018 года в рамках крупнейшего рынка аудиовизуальной продукции MIPCOM в Каннах состоялась мировая премьера сериала. Представители кинобизнеса из США и Японии приобрели права на адаптацию сериала.
Проект стал финалистом питчинга лучших международных сериалов MIPDrama Screenings 2018.
7 февраля 2020 года состоялась онлайн-премьера сериала в официальном сообществе «Первого канала» в социальной сети «ВКонтакте», где он оставался в бесплатном доступе для всех пользователей в течение 3 дней до официальной премьеры.
Премьера версии 18+ состоялась в онлайн-кинотеатре «Первого канала» 10 февраля 2020 года. Телевизионная премьера состоялась в тот же день на «Первом канале». Новые серии выходили в эфир с понедельника по четверг в 21:30.
16 февраля 2020 года было официально объявлено о продлении телесериала на второй сезон, съёмки которого начались через год.
В феврале 2020 года была выпущена новеллизация первого сезона под названием «Триггер. Как далеко ты можешь зайти», состоящая из 30 глав. Автором новеллизации выступил Павел Воронин, а предисловие написал Сергей Насибян.

## Список сезонов
| Сезон | Сезон          | Серии          | Период трансляции           |
| ----- | -------------- | -------------- | --------------------------- |
|       | 1              | 16             | 10 февраля — 5 марта 2020   |
|       | 2              | 16             | 7 января — 14 мая 2022      |
|       | Триггер. Фильм | Триггер. Фильм | 27 декабря 2023             |
|       | 3              | 8              | 19 сентября — 7 ноября 2024 |
|       | 4              | TBA            | TBA                         |

## Эпизоды

### Сезон 1
| № серии | Премьера   | Описание серии |
| ------- | ---------- | --- |
| 1       | 10.02.2020 | Один из клиентов Стрелецкого совершает самоубийство, после чего его судят по статье «доведение до самоубийства» и приговаривают к восьми годам колонии. Отбыв четыре года, Артём выходит на свободу условно-досрочно. Никто не рад его возвращению, кроме лучшего друга — Дэна, с помощью которого Стрелецкий возобновляет консультации. Его первым пациентом становится робкий молодой человек Иван, который постоянно наносит себе раны. Бывшая жена Артёма Даша обрела счастье с другим мужчиной и не желает его видеть. Однако Артём не верит в их любовную идиллию. |
| 2       | 11.02.2020 | К Артёму обращается эффектная и очень уверенная в себе девушка Лера, у которой проблемы с агрессией. Стрелецкий понимает, что Лера переживает разрыв с любимым человеком, но она отказывается обсуждать детали. Проинструктированный Артёмом Матвей обманом выясняет нужные подробности. Стрелецкий провоцирует Дашу разорвать отношения с Владимиром, но сталкивается с новым препятствием. Стремясь разрушить психологические блоки Леры, Артём заставляет её испытать сильное переживание прошлого.                                                                   |
| 3       | 12.02.2020 | Артём помогает преодолеть паническую атаку новому клиенту — Роману. Чтобы выявить истоки проблемы и победить укоренившийся страх, Стрелецкий подвергает его настоящей опасности. Артём пытается узнать больше о сыне Даши Кирюше. Александр использует своё влияние, чтобы навредить Артёму. Чтобы завершить терапию Леры, Стрелецкий устраивает ей тяжёлое испытание. |
| 4       | 13.02.2020 | Несмотря на запрет комитета по этике, Артём берёт новых пациентов — супругов с проблемами в семейной жизни. Матвей по заданию шефа следит за клиенткой и узнаёт о её нестандартных пристрастиях. Чтобы помочь женщине преодолеть тяжёлую детскую травму, Артём устраивает циничную инсценировку. Отношения с Дашей становятся всё хуже, так как она возмущена вмешательством Стрелецкого в её жизнь. Артём отказывается от дальнейших встреч с Лерой, но та едва справляется с возникшим влечением к нему.                                                               |
| 5       | 17.02.2020 | Глава комитета по этике предлагает Артёму взяться за сложное и деликатное дело подростка с демонстративным поведением и доказать, что его провокативные методы эффективны. Стрелецкий быстро проникает в суть проблемы. Применяя безжалостные средства, Артём помогает страдающему подростку получить то, в чём тот отчаянно нуждается. Лера находит способ быть рядом с Артёмом. У Даши возникают крупные проблемы на работе. |
| 6       | 18.02.2020 | К Артёму обращается Геннадий — владелец крупной компании, желающий улучшить нездоровый психологический климат в коллективе. Используя ни о чём не подозревающего Матвея, Стрелецкий провоцирует очередной конфликт в офисе Геннадия, и, выяснив необходимые подробности, помогает ему добиться желаемого. С помощью Матвея Стрелецкий, наконец, находит следователя, который вёл его дело. В квартиру Даши заявляются инспекторы по делам несовершеннолетних. |
| 7       | 19.02.2020 | К Артёму обращается супружеская пара — жена хочет сохранить брак, несмотря на измену мужа. Стрелецкий помогает клиентке понять, что ей нужно сделать для обретения счастья. Пока Даша пытается сбежать вместе с Кирюшей, Александр втайне начинает оформлять опекунство над мальчиком. Лера предлагает Артёму свою помощь в решении Дашиной проблемы. |
| 8       | 20.02.2020 | К Стрелецкому обращается пара, которая безуспешно пытается завести ребёнка. Врачи считают, что у женщины психосоматическое расстройство, при котором ей может помочь психолог. Артём применяет нестандартный подход в лечении. Между Артёмом и Лерой растёт взаимное притяжение. Лера заставляет Артёма признать, что она интересует его так же сильно, как он её. Артём ставит перед Матвеем очередную трудновыполнимую задачу — найти адрес ключевого свидетеля по его делу.                                                                                           |
| 9       | 24.02.2020 | Стрелецкому предстоит решить сложную морально-этическую проблему преступного авторитета, связанную с его желанием жестоко наказать близкого человека. Самого Артёма похищают, но ему удаётся избежать гибели. Артём предлагает оригинальное решение, удовлетворяющее все стороны конфликта. Лера ставит Артёма перед выбором — она или Даша. Дэн и Артём ссорятся из-за Леры. Соперничество заводит друзей дальше, чем им хотелось бы. |
| 10      | 25.02.2020 | Стрелецкому грозит новый тюремный срок. Конфликт Артёма и Дэна продолжается в СИЗО, но их жёстко разнимает охрана. Пытаясь остановить избивающего его охранника, Стрелецкий предлагает садисту свою профессиональную помощь. Стараясь помочь Артёму, Матвей обращается к Александру. Стрелецкий узнаёт, кто написал донос на Дашу. |
| 11      | 26.02.2020 | Очередной клиент Артёма — боксёр, болезненно привязанный к жене, не выдерживает провокаций Стрелецкого и пытается покончить с собой. Потрясённый Артём начинает сомневаться в себе: что, если он ошибся не впервые, и действительно виновен в смерти Леонида? Дэн невольно помогает Артёму разобраться в сложной ситуации. Стрелецкий выясняет, что скрывала от него Лера всё это время. |
| 12      | 27.02.2020 | Артём уговаривает следователя, который вёл его дело четыре года назад, перепроверить факты с учётом новых улик. Тот, в свою очередь, просит Стрелецкого помочь его племяннику, который недавно лишился отца — талантливого поэта. Александр старается наладить отношения с Дашей, больше общаться с Кирюшей, но ей не нравится его настойчивость. Артём угрожает матери Леонида, обвиняет её сына Николая в убийстве брата. |
| 13      | 02.03.2020 | На Александра совершено нападение: он оказывается в больнице с острой кровопотерей. Александр передаёт Артёму двух своих клиентов, будучи уверен, что тот не сможет применить к ним свой метод, но Артём успешно работает с обоими и быстро понимает, что один из них симулирует болезнь. В терапии второго Стрелецкий использует серию агрессивных провокаций, помогая мужчине избавиться от фобии. Даша приходит к Артёму, чтобы выяснить отношения. |
| 14      | 03.03.2020 | К Стрелецкому обращается девушка с избыточным весом. Артём налаживает отношения с Дашей и сбрасывает часть работы с новой клиенткой на Матвея, но только личное участие его самого помогает разобраться в её проблеме. Лера не оставляет попыток помириться с Артёмом. Следователь обнаруживает новые улики по делу Леонида. |
| 15      | 04.03.2020 | Демонстрируются события четырёхлетней давности. Стрелецкий и Даша вместе, и даже его страстное увлечение работой не мешает их счастью. К Артёму обращается молодой предприниматель Леонид — его мучает бессонница, он на грани нервного срыва. Стрелецкий безжалостно давит на Леонида, помогая найти выход из тяжёлой ситуации. Артём считает дело успешно завершённым, однако после его сеанса Леонид погибает. |
| 16      | 05.03.2020 | Собранные улики позволяют вновь открыть дело Леонида. Под давлением Леры Александр приходит на приём к Артёму, отец и сын впервые в жизни говорят по душам. В отношениях с Дашей тоже всё прекрасно. Будущее кажется безоблачным, но вмешательство Леры всё рушит. Потерянный, неспособный справиться с потрясением, Артём, наконец, узнаёт, кто виноват в смерти Леонида. |

### Сезон 2
| № серии | Премьера   | Описание серии |
| ------- | ---------- | --- |
| 1 (17)  | 07.01.2022 | После сокрушительных событий, перевернувших представление Артёма Стрелецкого об окружающем мире, проходит год. Провокативный психолог пребывает в частной психиатрической клинике в качестве пациента. Он проходит лечение добровольно, чтобы получать седативные препараты, способные хоть на время притушить душевную боль: Артём в глубокой депрессии. Но и в клинике Стрелецкий находит пациентку — девушку Сашу, которой гораздо хуже, чем ему. Несмотря на то, что Артём старается никак не соприкасаться с внешним миром, следователь СК приносит Стрелецкому страшную весть. |
| 2 (18)  | 13.01.2022 | Артём выписывается из клиники, чтобы выяснить, что случилось с Лерой. Первым делом он приходит к Дэну, но тот проявляет к другу лишь агрессию. Матвей живёт с Катей. Стрелецкий-старший не в восторге от их союза, но вынужден терпеть. Тем временем Артём начинает практиковать свой метод провокативной терапии, помогая прорабу на стройке, где Стрелецкий временно поселился, решить проблему с женой. В обычной жизни на Артёма сразу наваливаются призраки прошлого: бывшая жена Даша, Николай, который винит Артёма в смерти брата и матери, и, конечно же, отец, простить которого Стрелецкий не в состоянии.                                                                                |
| 3 (19)  | 20.01.2022 | Матвей становится невольным свидетелем разговора Артёма и Даши. Так он узнаёт правду об отношениях Артёма, Даши и Стрелецкого-старшего. Тем временем Стрелецкий приступает к активной практике, взявшись за лечение бизнесмена по имени Роман, который стал неожиданно сильно заикаться. Разговорить предпринимателя Артём пытается своими «фирменными» радикальными методами. Также Стрелецкий находит свою пациентку из психиатрической клиники — Сашу. Между ними устанавливаются особые, тёплые отношения. |
| 4 (20)  | 27.01.2022 | Чтобы разобраться в своих проблемах с отцом, Артём предлагает Стрелецкому-старшему провести с ним несколько сеансов, и тот соглашается. Параллельно Артём пытается помочь молодому хоккеисту, у которого отказали ноги прямо во время матча. Восстанавливается и дружба Стрелецкого с Дэном, тот вновь просит прозорливого товарища одобрить его новую девушку. Артём пытается дозвониться до Саши, но та сбрасывает его звонки. |
| 5 (21)  | 03.02.2022 | К Артёму обращается девушка Юлия, которая жалуется на неконтролируемое сексуальное поведение: она вешается на чужих парней, в том числе на друзей своего парня, много пьёт. Тем временем Дэн понимает, что мнение Артёма о его новой девушке оказывается правильным, это приводит к физическим травмам и душевным волнениям. Артём выслеживает следователя, который ведёт дело о гибели Леры, добывает на него компромат и заставляет признаться, что Николай использует деньги и связи, чтобы двигать расследование в сторону поиска улик именно на Артёма: он уверен, что гибель всех его близких, брата, матери, вдовы брата — результат деятельности Стрелецкого. Саша избегает Артёма.          |
| 6 (22)  | 06.03.2022 | К Артёму приходит Даша и просит его помощи: она начала срываться на Кирюше, дело почти дошло до рукоприкладства. Также к Артёму обращается владелец крупной компании, Вячеслав, который жалуется на застой в делах, неспособность принять важные для бизнеса решения. Артём начинает разбираться в проблеме подавления Вячеслава его отцом и находит решение. Тем временем Катя пытается выяснить, что происходит между Артёмом и Дашей, и ругается на этом фоне с Матвеем. Саша собирается на встречу с Артёмом и в последний момент всё отменяет и снова начинает прятаться от него. Артём ищет встречи с Николаем и заявляет, что знает о попытках Николая сделать Артёма виновным в смерти Леры. |
| 7 (23)  | 12.03.2022 | Почему люди изменяют? Почему не могут быть счастливы с одним человеком? К Артёму обращается мужчина, который хочет разобраться в причинах своих измен: Юрий выбирает дерзких и решительных женщин, руководствуясь подростковой травмой. Матвей пытается бороться за независимость, надеясь провести первую самостоятельную консультацию. Артём пытается помочь Саше побороть психологические проблемы и понимает, что они гораздо глубже, чем ему казалось вначале. |
| 8 (24)  | 19.03.2022 | В какой момент забота о собственном ребёнке переходит разумные грани и становится фанатичной? Ведь прикрываясь мнимыми болезнями сына, так легко управлять близкими, но с той же лёгкостью загубить полностью здорового ребёнка. Артём Стрелецкий помогает спастись от фанатичной матери мальчику. В то же самое время его бывшая жена Даша, обуреваемая демонами прошлого, привозит Кирюшу к Александру Стрелецкому и оставляет у него. |
| 9 (25)  | 26.03.2022 | Следователь предоставляет Стрелецкому доступ к вещдокам. Артём незаметно похищает телефон Леры. К Артёму за помощью обращается Ирина — дерзкая татуированная девушка-водитель для VIP-персон. Ей нужна подпись психолога на справке о психической стабильности, однако Стрелецкий понимает, что Ирина обратилась именно к нему, а не в поликлинику, так как у неё серьёзные проблемы. Артём встречается с Сашей, они решают начать отношения с чистого листа. На очередном терапевтическом сеансе с отцом Стрелецкий вспоминает обстоятельства жизни и смерти своей матери. После удачной работы с Ириной Артём знакомит её с Дэном, и они действительно нравятся друг другу.                        |
| 10 (26) | 02.04.2022 | Артём определяет Дашу, у которой явные проблемы со здоровьем, в психиатрическую клинику, где сам провёл год. Клиентами Стрелецкого становятся супруги, у которых сложные отношения с суррогатной матерью их ребёнка. Артём оказывает помощь паре, параллельно помогая Дэну избавиться от его застарелых проблем. Матвей пытается поговорить с игнорирующей его Катей, но та прямо на его глазах встречается с другим мужчиной. |
| 11 (27) | 09.04.2022 | В больнице Артём узнаёт о страшном диагнозе отца. Там же он знакомится с необычным бойфрендом Кати. К Стрелецкому обращается женщина, стесняющаяся своего тела и маниакально помешанная на чистоте. Дэн делает предложение Ирине и хочет завести с ней детей. Артём и Саша меняются ролями: теперь она пытается дозвониться и пригласить Стрелецкого к себе, но тому некогда из-за работы и ситуации с отцом. |
| 12 (28) | 16.04.2022 | Главврач клиники передаёт Артёму письмо Леры, в котором та пишет о том, что знает, как вернуть Стрелецкого к жизни. Мать троих сыновей — авторитетных кавказских мужчин, страдает от необъяснимых приступов сильного кашля. Артём легко определяет причину и организует экстремальную ситуацию, в которой Матвей должен выступить страховкой. Однако Матвей перед выездом на задание хочет поговорить с новым бойфрендом Кати по-мужски и попадает в милицию. В итоге женщина оказывается в действительно опасной для жизни ситуации, но ей самой есть чему научить даже Артёма. Даша приходит забрать Кирюшу у Стрелецкого-старшего.                                                                |
| 13 (29) | 23.04.2022 | Матвея помещают под домашний арест, и он проводит время, пытаясь взломать телефон Леры. Тем временем к Артёму обращается за помощью женщина, чей муж страдает шопоголизмом. Правда, в отличие от её ожиданий, лечение Стрелецкого приводит к неожиданным результатам. Артём ухаживает за Сашей, пребывающей в депрессии, следит, чтобы она поела, и уходит только тогда, когда из командировки возвращается её отец. Во время очередной встречи с отцом Стрелецкий задаёт тому провокационный вопрос. |
| 14 (30) | 30.04.2022 | Матвей проговаривается Кате о том, что узнал об отношениях Артёма, Стрелецкого-старшего и Даши. За помощью к Артёму обращается священник, который просит за своих прихожан. А точнее за одну молодую верующую семью, с виду благополучную. Но батюшке кажется, что муж поднимает руку на жену. Чтобы «изгнать беса» из мужчины, Стрелецкому приходится самому стать священнослужителем. Тем временем Матвею удаётся, наконец, взломать телефон Леры и то, что он там видит, повергает его в шок. |
| 15 (31) | 07.05.2022 | События годичной давности. В то время как Артём Стрелецкий находился в клинике, жизнь близких ему людей не стояла на месте. Со Стрелецким-старшим, Лерой, Николаем, Денисом и Дашей происходили бурные драматические события. Артём же всё это время занимался проработкой своей детской травмы. |
| 16 (32) | 14.05.2022 | Узнав наконец правду о том, что произошло с Лерой, Стрелецкий понимает, что есть только один способ всё исправить и оплатить старые долги. Артёму удаётся уговорить Сашу начать лечение. Тем временем Стрелецкому-старшему становится хуже. |

### Триггер. Фильм
| Премьера   | Описание серии |
| ---------- | --- |
| 21.12.2023 | Нельзя бежать от себя и от прошлого — этот совет психолог Артем Стрелецкий постоянно дает своим клиентам. Но, столкнувшись с крушением всего, что было ему дорого, он сам бежит прочь, подальше от того, что вызывает боль. Теперь Артем живёт у моря — там, где провел собственное детство с мамой, место, где был счастлив. Он находит новую работу, не связанную с психологией, и заводит новые отношения. Но прошлое догоняет его даже за многие километры от дома — ведь чтобы стать счастливым в новой жизни, надо перестать бежать от старой и поставить в ней точку. |

### Сезон 3
| № серии | Премьера   | Описание серии |
| ------- | ---------- | --- |
| 1 (33)  | 19.09.2024 | За больным отцом Артёма ухаживает Матвей. Стрелецкий помогает футбольному фанату, который боится проявлять слабость.                     |
| 2 (34)  | 26.09.2024 | Артем сомневается в диагнозе отца и саботирует лечение. На прием приходит девушка, не способная наладить личную жизнь.                   |
| 3 (35)  | 03.10.2024 | Артем пытается узнать у отца правду о его отношениях с женой (мамой Артема). Тренер теннисистки обращается к Артему.                     |
| 4 (36)  | 10.10.2024 | За отцом Артема начинаем присматривать дочь, Матвей вышел на работу. Артем помогает шеф-повару с нарушениями в управлении гневом.        |
| 5 (37)  | 17.10.2024 | У отца Артема происходит приступ, он в предынфарктном состоянии. К Артему обращается девушка, чей молодой человек панически боится воды. |
| 6 (38)  | 24.10.2024 | Органы опеки забирают Кирюшу. Клиентом Артема становится бизнесмен с суицидальными мыслями и страхом признаться семье в неудачах.        |
| 7 (39)  | 31.10.2024 | Артем встречается с Лерой и помогает Дэну, ставшему гиперопекающим отцом. Матвей узнает правду о работе Кати.                            |
| 8 (40)  | 07.11.2024 | Звонарев пытается спасти Леру от тюрьмы. Даша выходит на свободу и забирает Кирюшу. Отец Артема осознает причину своей болезни.          |

## Мнения о сериале
Сериал получил преимущественно положительные оценки телекритиков и журналистов.
Подобные проекты уже были в российском кино. Одним из первых художественных фильмов, посвящённых «провокативной» психотерапии, оказался фильм-трагифарс «Режиссёр мозга» (реж. Рамиль Гарифуллин, 2015). В нём главный персонаж-психолог позволяет ковыряться чайной ложкой в собственных мозгах, но позднее это оказывается провокационным розыгрышем. Пионером жанра психоаналитических расследований в России оказался художественный сериал «Личина» (2002).
- Илона Егиазарова, «Вокруг ТВ»:

В структуре Триггера можно увидеть параллели с сериалами Метод, Мост и даже с Вороной, где играла супруга Матвеева — Елизавета Боярская. Интонационно проект напоминает Звоните ДиКаприо!, ибо все герои тут — далеко не идеальны.

Сериал, несомненно, вызовет всплеск интереса к психологии: сеансы, проводимые главным героем, выглядят почище любого детектива.

## Награды
- В 2021 году сериал получил 2 премии «Золотой орёл» в номинациях «Лучший телевизионный сериал (более 10 серий)» и «Лучшая мужская роль на телевидении» (Максим Матвеев)[41]